# Trara
Le massif des Trara est une région montagneuse d'Algérie située sur le littoral du Nord-Ouest du pays et dotée d’une altitude moyenne variant de 500 à 1 000 m. Il culmine à 1 136 m d'altitude au niveau du djebel Fellaoucene.

## Géographie
Le massif des Trara est une chaîne côtière dans le prolongement occidental de l'Atlas tellien. Il représente, dans le tell oranais, un véritable bloc montagneux dont l'accès est très difficile. Ce massif apparaît comme un arc montagneux encastré entre la mer Méditerranée au nord, la vallée de l'oued Tafna à l’est, l'oued Mouilah au sud et la vallée de l'oued Kiss à l'ouest qui détermine la frontière marocaine.
Cet espace représente une entité géographique bien identifiée compte tenu de son relief accidenté d’orientation est-ouest parcourant entièrement le nord de la wilaya de Tlemcen et le nord-ouest de la wilaya d'Aïn Témouchent.
La végétation du massif est constituée principalement de pins et de cyprès.
Le massif des Trara était parfois appelé « Kabylie de la province d'Oran » au XIXe siècle et cela sans métaphore.

## Administration

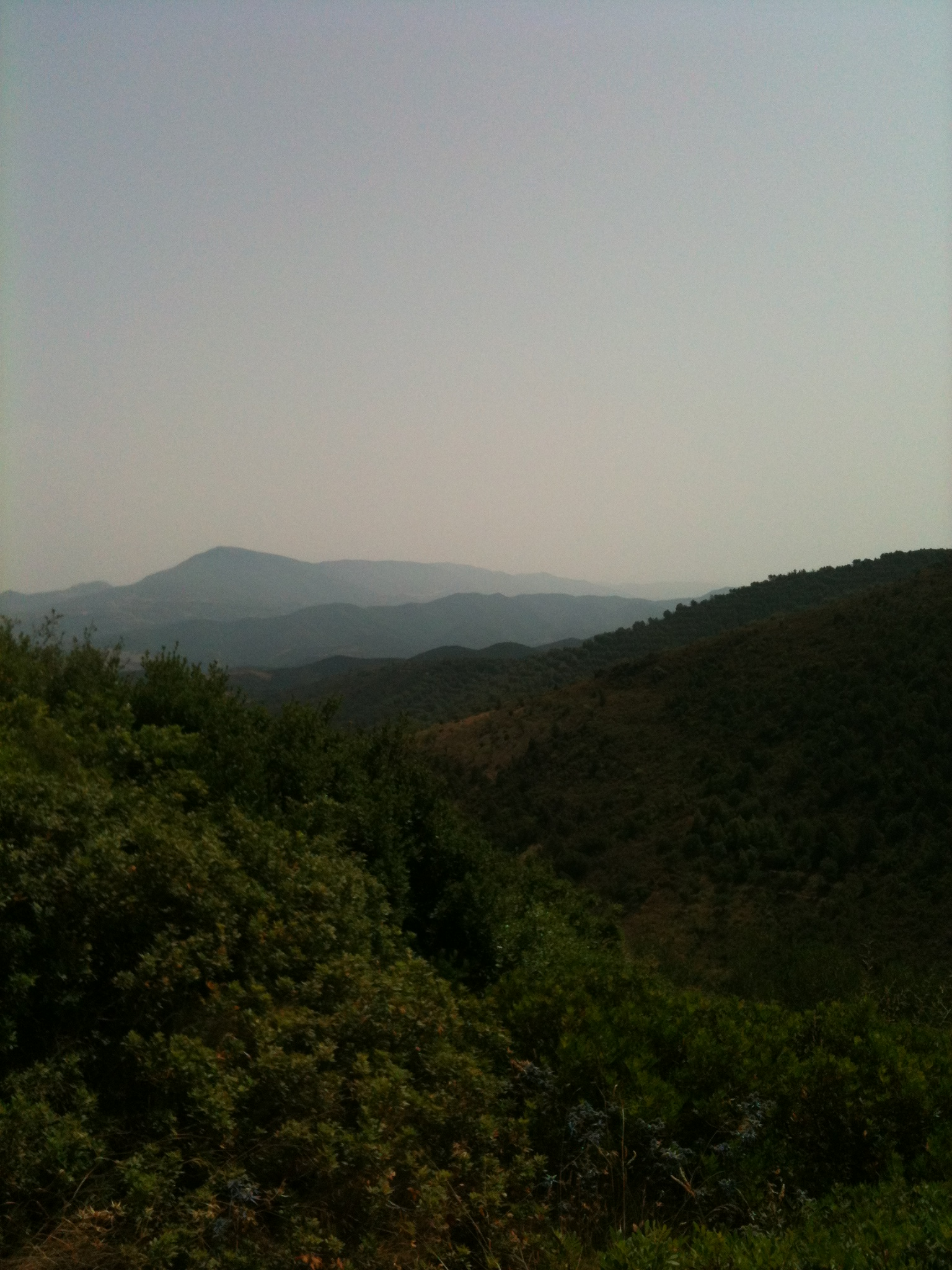
Forêts à Beni Ouarsous.

Le massif concerne administrativement dix-huit communes dont seize dans le nord de la wilaya de Tlemcen et deux dans la wilaya d'Aïn Témouchent. Mais il est difficile de délimiter l’espace des monts des Trara. Ainsi les communes de la wilaya d'Aïn Témouchent sont généralement exclues du territoire et leur appartenance aux monts des Trara a été remise en cause par plusieurs auteurs, car elles diffèrent sensiblement du reste du territoire au niveau de l'espace naturel mais aussi au niveau de l’espace social.
Les communes du massif sont réparties en trois zones géographiques :
- les Trara occidentaux regroupe les communes de Marsa Ben M'Hidi, MSirda Fouaga et Souk Tlata ;
- les Trara centraux regroupe les communes de Ghazaouet, Souahlia, Tienet, Dar Yaghmouracene, Nedroma, Djebala et Ain Kebira ;
- les Trara orientaux regroupe les communes de Fellaoucene, Honaine, Beni Khaled, Beni Ouarsous et Aïn Fetah, et deux communes de la wilaya d'Aïn Témouchent : Oulhaça El Gheraba et Sidi Ouriache dont l'appartenance au massif est contestée.

## Population
À l'instar d’autres espaces montagnards de l'Afrique du Nord, cette entité régionale est marquée par le milieu humain d'origine berbère, très anciennes et très conservatrices. Les tribus vivant dans cet espace se regroupaient depuis le Moyen Âge dans une confédération appelée Trara, du même nom que ce massif, composée de sept tribus de la souche Koumia des Beni Faten : Beni Mishel, Beni Menir, Beni Ouarsous, Beni Khallad, Beni Abed, Beni Frouzech et Beni Rimâne. Ils sont aussi appelés Oulahca.

### Migration
Les Trara sont un foyer privilégié des grandes migrations depuis la fin du XIXe siècle en raison d'un déséquilibre entre la démographie galopante et l'économie de survie dont les ressources sont limitées. Pendant la colonisation française, la région était un des foyers d’émigration algérienne avec la Kabylie, la Dahra et les Aurès. L'émigration a été essentiellement orientée vers la France. Après l'indépendance, cette émigration a diminué.
Les monts des Trara constituent un flux migratoire important vers les plaines et les villes limitrophes en particulier Maghnia, Remchi et Beni Saf depuis le XXe siècle, mais aussi d'autres villes de l'Ouest algérien tel que Oran, Sidi Bel Abbès et Alger depuis l'indépendance.

## Société

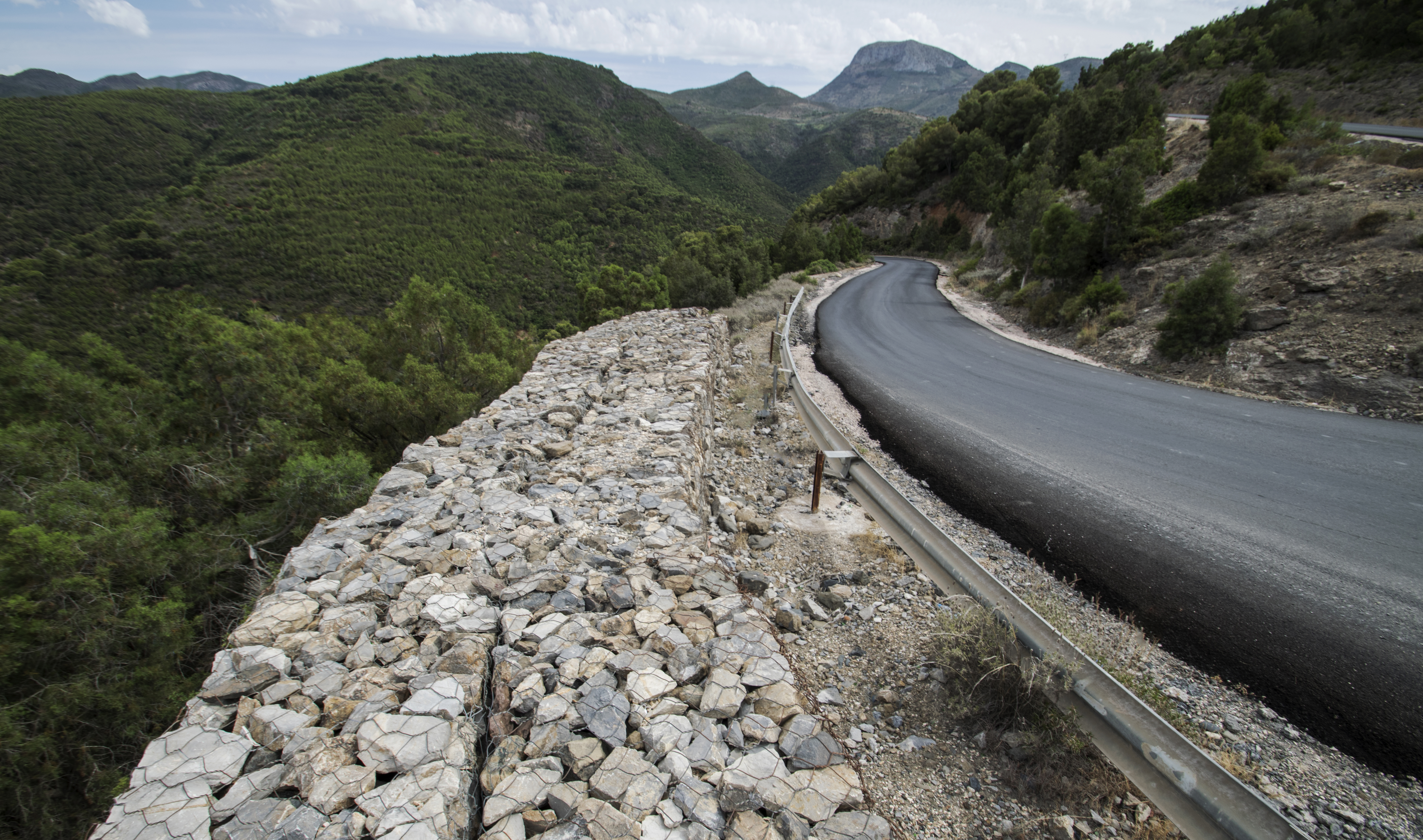
Cette montagne est le lieu de naissance d'Abd Al-Moumen Ibn Ali, premier calife des Almohades.

Les Trara ont connu une précoce arabisation, aux nombreuses formes berbères qu'on définit de « préhilalienne », à l'instar du parler des Kabyles hadra et celui des Jbala, dont l'arabisation survient après la conquête musulmane, elle est le résultat d'un rapport entre la Méditerranée, les chaînes littorales et les grandes cités islamiques intérieures : entre Tlemcen et les ports de Rachgoun et Honaïne qui a conduit à l'arabisation des paysans berbères. 
L'adaptation de cette population au milieu montagnard s'est traduite par le développement d'une économie locale traditionnelle. Les Trara constituaient jusqu'au début du XXe siècle l'une des régions les plus densément peuplées de l'Oranie. Ces sociétés de montagne, offrent un trait singulier : la densité du scripturaire, la prédominance de l'arboriculture et une activité artisanale qui fit leur réputation. Nedroma, est encore réputée dans l'Algérie contemporaine pour ses intellectuels.

## Économie

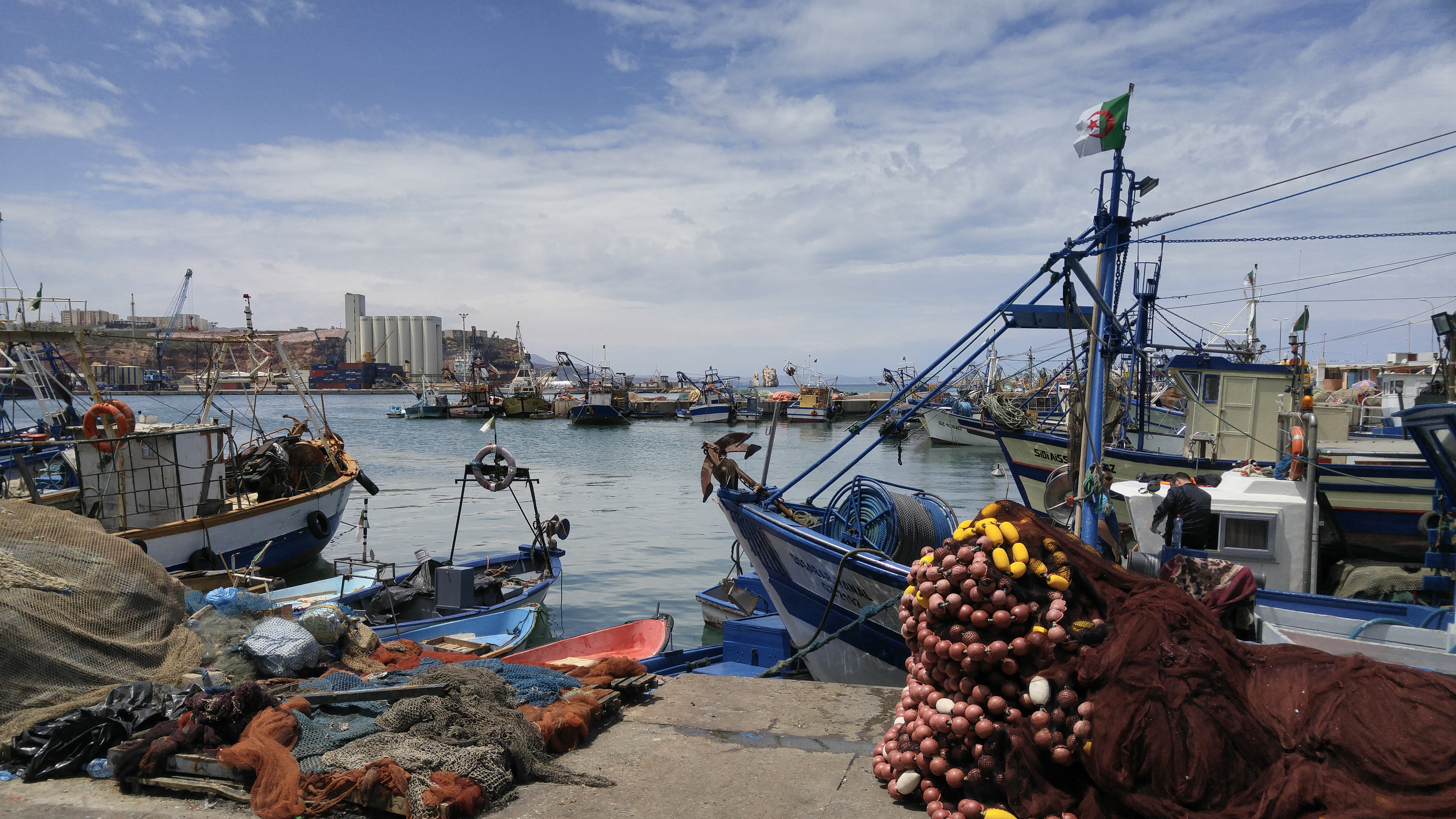
Port de Ghazaouet.

Massif montagneux en bordure de la mer Méditerranée, l’activité économique de la région est essentiellement basée sur les activités portuaires des trois principales villes de la côte : Marsa Ben M’Hidi, Ghazaouet et Honaine. Ghazaouet étant le port principal de commerce, de pêche et de transport de marchandises et de voyageurs de la wilaya de Tlemcen.

## Patrimoine
Le massif des Traras est le berceau des Almohades ; c’est le lieu de naissance d'Abd al-Mumin et son lieu de départ pour la conquête du royaume Almoravide. Ce massif dispose également des vestiges historiques et des stations estivales tels que :
- Nedroma, ville historique typique des anciennes médinas maghrébines ;
- Honaine, escale phénicienne et cité numide, elle joua le rôle de port de Tlemcen au XIIIe siècle. Il subsiste encore des restes de la ville kharidjite ;
- le site de Sidna Youcha ;
- l’île de Rachgoun où subsistent des vestiges phéniciens datant du VIe siècle av. J.-C.

La région est inscrite sur la liste indicative du patrimoine mondial de l'Unesco depuis 2002 au titre des « Nedroma et les Trara » pour les critères (ii)(iii)(iv)(v).